# Rembetiko

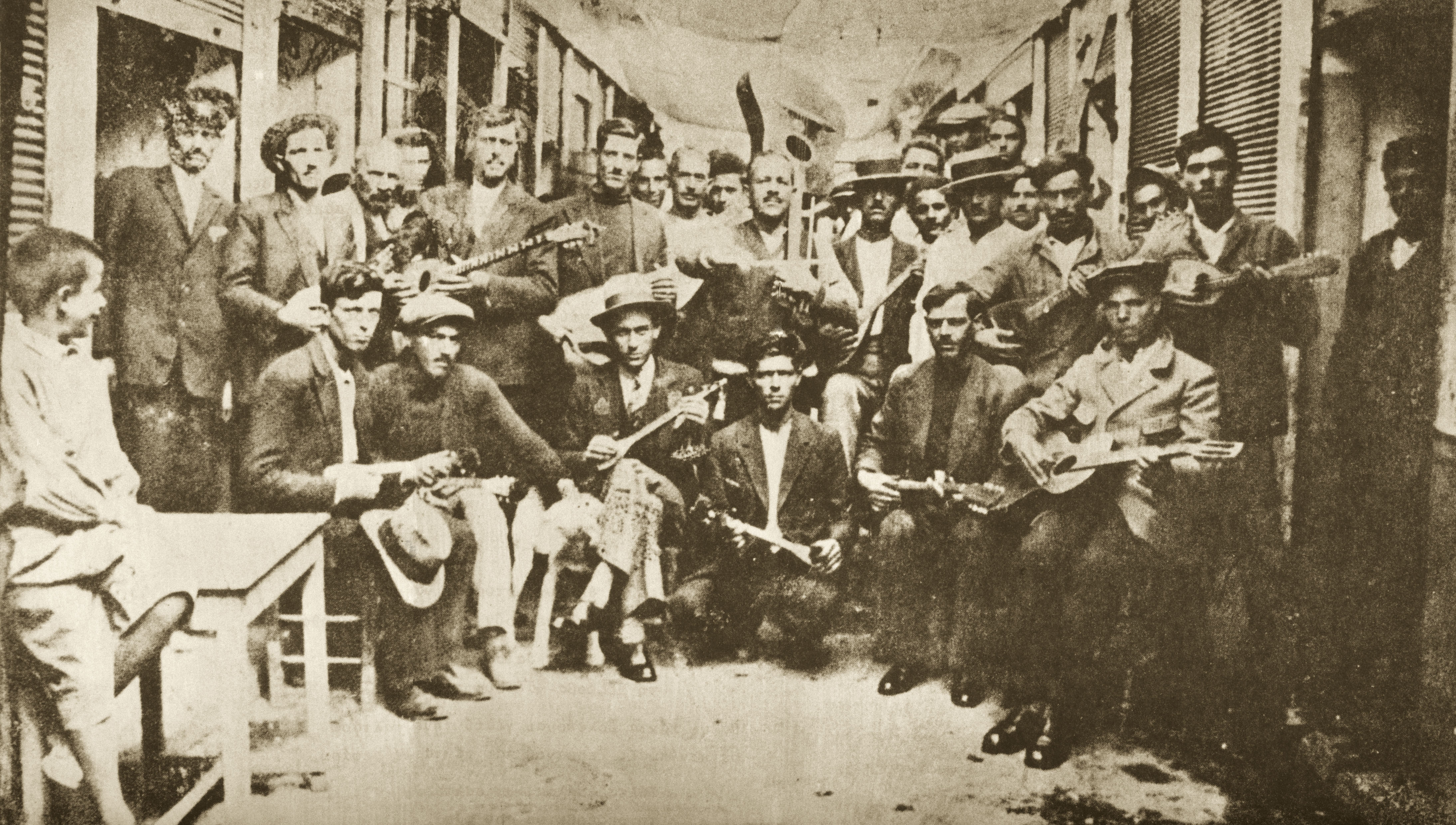
Rembetes in Karaiskaki, Piräus (1933).

Das oder (im Deutschen auch) der Rembetiko (auch Rebetiko, griechisch ρεμπέτικο, Mehrzahl Rembetika, Rebetika) ist ein griechischer Musikstil, der aus der Verbindung der Volksmusik Griechenlands und der osmanischen Musiktradition in den sich zu Beginn des 20. Jahrhunderts in den Städten Athen, Piräus und Thessaloniki bildenden Subkulturen hervorgegangen ist. Er steht im Gegensatz zu den Kantades, der westlich orientierten Volksmusik, wie sie sich auf den Ionischen Inseln und im Viertel Plaka in Athen etabliert hatte.

## Beschreibung

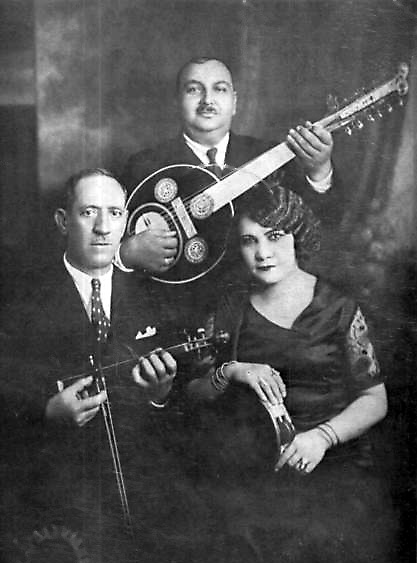
Dimitris Semsis, Agapios Tomboulis, Rosa Eskenazi (Athen, 1932)

Das Rembetiko wird oft auch als der „griechische Blues“ bezeichnet, weil die Texte ähnlich wie im Blues von den alltäglichen Sorgen und Erfahrungen der einfachen Leute handeln.
In den Anfängen ihrer Entstehung wurden Rembetika nur von den in Piräus lebenden Rembetes gespielt, meist Flüchtlingen, die im Jahr 1922, dem Jahr der sogenannten kleinasiatischen Katastrophe, aus Smyrna (heute Izmir) und anderen Orten Kleinasiens auf das griechische Festland vertrieben worden waren. Später entwickelte sich daraus eine der populärsten Musikformen Griechenlands. Das Rembetiko erlebte in den 1930er bis 1950er Jahren seine Blütezeit.
Zu den bekanntesten Komponisten des Rembetiko gehören Markos Vamvakaris, Vassilis Tsitsanis und Manolis Chiotis.
Zum Rembetiko gehörte der orientalische improvisierte Gesangsstil Amanés (αμανές, Plural: αμανέδες amanédhes beziehungsweise amanédes). Die wesentlichen Rhythmen und Tänze des Rembetiko sind Chasapiko, Chasaposervikos, Zeibekikos, Karsilamas, Aptalikos, Tsifteteli, Anatolitikos oder Bayo und Sirtos. Die tonale Grundlage bilden die Dromoi, die modalen Tonleitern der griechischen Popularmusik.
Im Dezember 2017 wurde das Rembetiko in die „Repräsentative Liste des immateriellen Kulturerbes der Menschheit“ aufgenommen.

## Merkmale

### Kultur
Rebetiko steht in engem Zusammenhang mit dem Nachtleben: Ouzeri, Taverne (griechische Taverne) und Nachtzentren.
Rebetiko wird manchmal auch mit der Figur des Mangas (griechisch: μάγκας, ausgesprochen [ˈma(ŋ)ɡas]) in Verbindung gebracht, was so viel bedeutet wie „starker Kerl, der eine Korrektur braucht“, eine soziale Gruppe in der Gegenkultur der Belle Époque und der Zwischenkriegszeit in Griechenland (insbesondere in den großen städtischen Zentren Athen, Piräus und Thessaloniki).
Mangas war eine Bezeichnung für Männer, die der Arbeiterklasse angehörten, sich besonders arrogant/prunkvoll verhielten und eine sehr typische Kleidung trugen, die aus einem Hut aus Wollfilz (kavouraki, καβουράκι), einer Jacke (von der sie gewöhnlich nur einen Ärmel trugen), einem engen Gürtel (der als Messeretui diente), einer gestreiften Hose und spitzen Schuhen bestand. Weitere Merkmale ihres Aussehens waren ihr langer Schnurrbart, ihre Perlenketten (κομπολόγια, Singular κομπολόι) und ihr eigenwilliger manierierter Hinkefußgang (κουτσό βάδισμα). Eine verwandte soziale Gruppe waren die Koutsavakides (κουτσαβάκηδες, Singular κουτσαβάκης); die beiden Begriffe werden gelegentlich synonym verwendet.

### Musikinstrumente

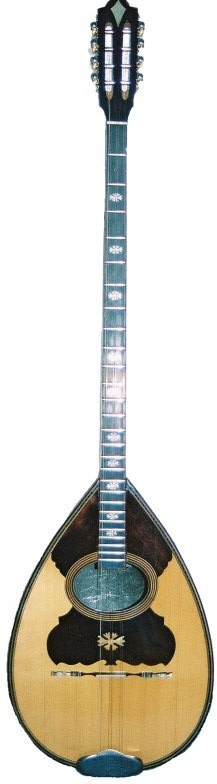
Trixordo oder dreigängige Bouzouki (drei Doppelsaiten)

Die Hauptinstrumente des Rebetiko sind die Bouzouki, die Baglamas (und andere gleichgestellte Instrumente wie die Tzouras) und die Gitarre. Außerdem werden in Rebetika die Violine, Santouri, Kanun (Zither), Oud (Kurzhalslaute), Akkordeon und andere Instrumente verwendet.
Schlaginstrumente sind kaum vorhanden: Je nach Genre werden Zimbel (ähnlich wie Kastagnetten), Tamburin und Darbuka verwendet. Auf alten Aufnahmen ist manchmal der Klang von Glas zu hören, der durch den Kontakt von Komboloi (κομπολόι) und einem Glas oder zwei Gläsern, die aneinandergeschlagen werden, erzeugt wird; einige Mánghes (μάγκες) pflegten die Musiker auf diese Weise zu begleiten.

### Themen
Wie mehrere andere urbane subkulturelle Musikformen wie Blues, Flamenco, Fado, Musette (Walzer) und Tango ist der Rebetiko aus besonderen urbanen Umständen heraus entstanden. Oft spiegeln seine Texte die härtere Realität des Lebensstils einer marginalisierten urbanen Subkultur wider. So finden sich Themen wie Kriminalität, Alkohol, Drogen, Armut, Prostitution und Gewalt, aber auch eine Vielzahl von Themen, die für Griechen aller sozialen Schichten von Bedeutung sind: Tod, Erotik, Exil, Exotik, Krankheit, Liebe, Heirat, Eheschließung, die Mutterfigur, Krieg, Arbeit und verschiedene andere alltägliche Themen, sowohl fröhliche als auch traurige.

„Die Wiege der Rebetika war der Knast und die Haschischbude. Dort schufen die frühen Rebetes ihre Lieder. Sie sangen mit leiser, heiserer Stimme, ungezwungen, einer nach dem anderen, wobei jeder Sänger eine Strophe hinzufügte, die oft nichts mit der vorherigen zu tun hatte, und ein Lied dauerte oft stundenlang. Es gab keinen Refrain, und die Melodie war einfach und leicht. Ein Rebetis begleitete den Sänger mit einer Bouzouki oder einer Baglamas (eine kleinere Version der Bouzouki, sehr tragbar, im Gefängnis leicht herzustellen und vor der Polizei leicht zu verstecken), und vielleicht stand ein anderer, von der Musik bewegt, auf und tanzte. Die frühen Rebetika-Lieder, insbesondere die Liebeslieder, basierten auf griechischen Volksliedern und den Liedern der Griechen aus Smyrna und Konstantinopel.“

So sind auch die Themen der rebétika tragoúdia vor allem in den älteren Aufnahmen mit der Unterwelt verbunden: Drogenkonsum, vor allem Haschisch, Gefängnis, Prostitution, Entwurzelung, polizei- und bürgerfeindliche Themen, Krankheit (insbesondere Tuberkulose), politische Satire, Glücksspiel, unglückliche Liebe. Ab 1937 und der Einführung der Zensur finden sich immer mehr Liebeslieder oder soziale Themen, allerdings mit einem weniger rohen, weniger direkten und ausweichenden Vokabular.
Beispiele für Lieder:
   Haschisch: Soura kai mastoura
   Tuberkulose: Mana mou dioxe tous yatrous
   Politik: O Markos ypourgos
   Gefängnis: Yedi Koule, Sto Medresé ston plátano.
   Satire auf die Bourgeoisie: Osi echoune polla lefta
   Spiel: To flitzani tou Yanni

Die stereotype Figur des Mangas wurde zu einem zentralen Thema in mehreren Rebetiko-Liedern, wie z. B.Του Βοτανικού ο Μάγκας (Der Mangas von Votanikos), Ε ντε λα μαγκέ ντε Βοτανίκ (Und über den Mangas von Votanikos), Πού 'σουν μάγκα το Χειμώνα (Wo warst du, Mangas, während des Winters) und Μάγκας βγήκε για Σεργιάνι (Ein Mangas promeniert). 

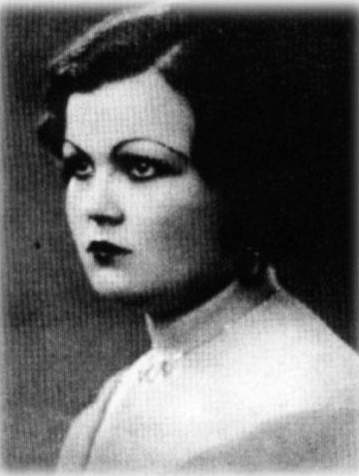
Rita Abazi
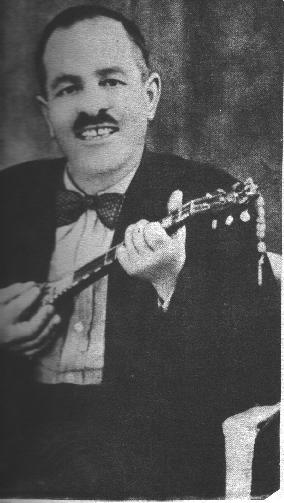
Giorgos Batis (Yorgos Batis)
Sotiria Bellou
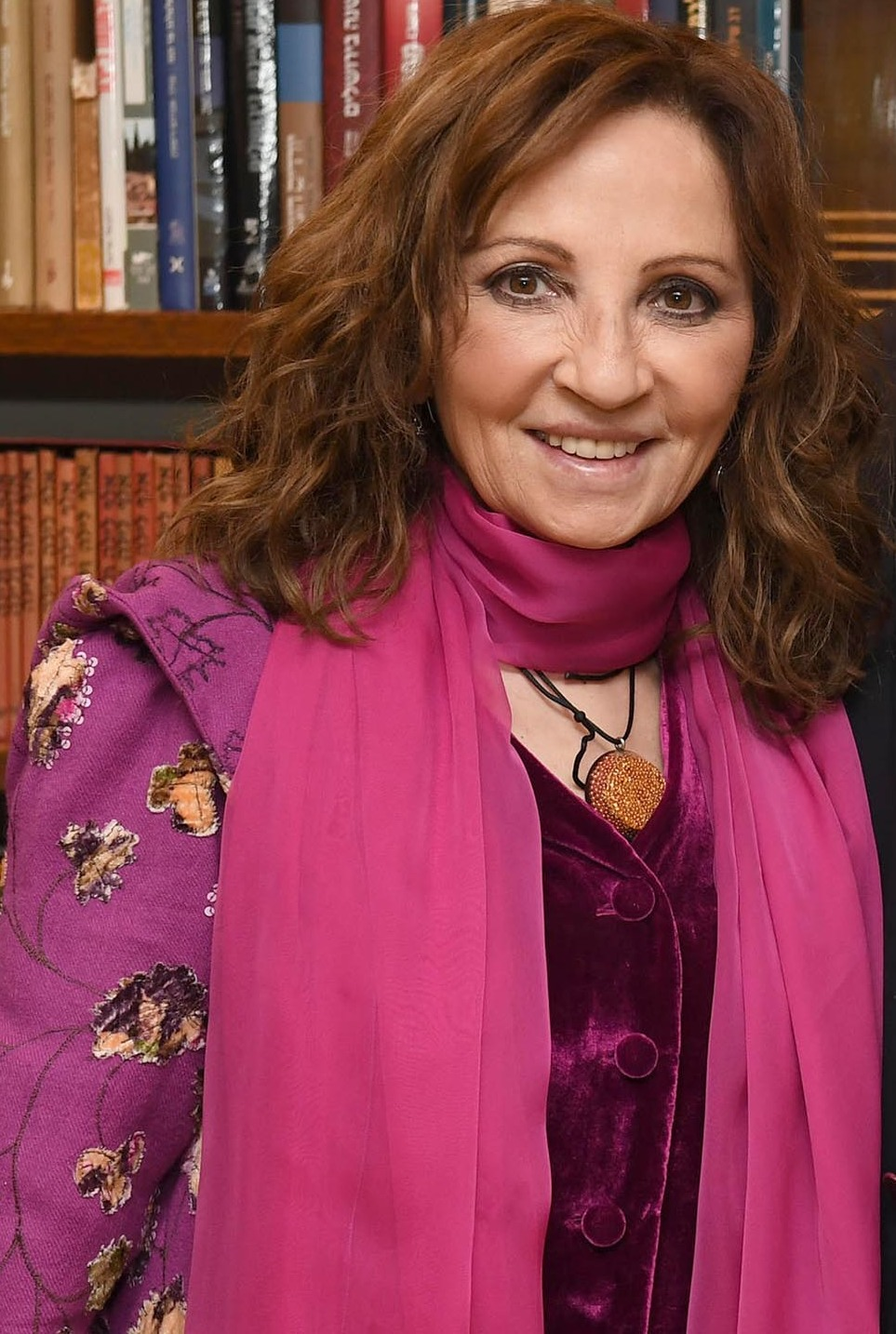
Glykeria Kotsoula (2018)
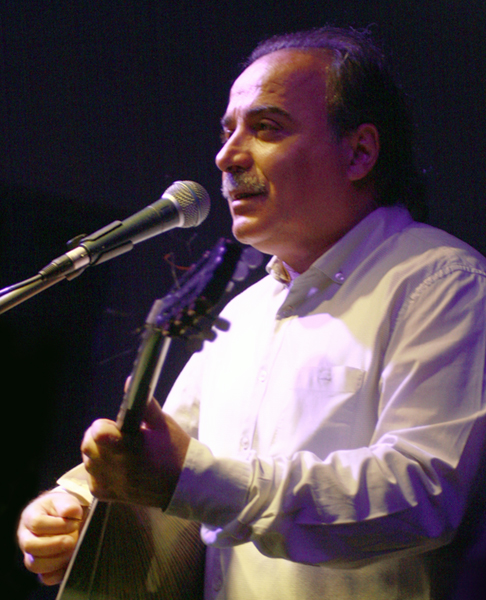
Babis Tsertos (2010)

## Bekannte Interpreten und Komponisten
Nicht erschöpfende Liste der größten Namen des Stils. Da Musiker oft auch Komponisten, Autoren und umgekehrt sind, ist die Rangliste vor allem ein Hinweis auf ihre repräsentativste Tätigkeit.

### Sänger und Sängerinnen
- Ríta Abatzí (Ρίτα Αμπατζή)
- Sotiría Béllou (Σωτηρία Μπέλλου)
- Anna Chrysafi (Άννα Χρυσάφη)
- Andonis Dalgas (Andonis Dalgas)
- Róza Eskenázy (Ρόζα Εσκενάζυ)
- Glykeria Kotsoula
- Georgia Mittaki
- Maríka Nínou (Μαρίκα Νίνου)
- Poly Panou (Πόλυ Πάνου)

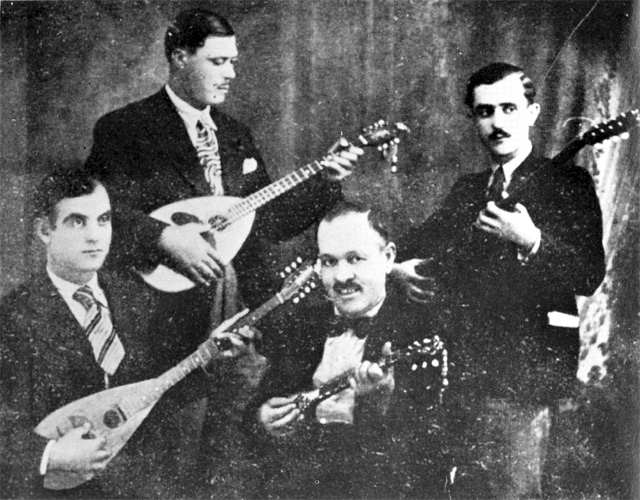
Anestis Delias, Giorgous Batis, Markos Vamvakaris, S. Pagioumtzis (Mitte 1930)

- Stratos Pagioumtzis (Στράτος Παγιουμτζής)
- Stélios Perpiniádis oder Stellákis (Στέλιος Περπινιάδης)
- Kostas Roukounas
- Vaggelis Sofroniou
- Markos Vamvakaris

### Instrumentalisten
- Anestis Delias (Ανέστης Δελιάς):Bouzouki

- Manolis Hiotis: Bouzouki
- Lambros Leondaridis: Lyra
- Lambros Savvaïdis: Kanun
- Dimítrios Sémsis „Salonikiós“ (Δημήτριος Σέμσης ο Σαλονικιός): Violine
- Agápios Tomboúlis: Oud

### Komponisten, Autoren
- Yiánnis Papaioánnou (Γιάννης Παπαϊωάννου)
- Spýros Peristéris (Σπύρος Περιστέρης)
- Panayótis Toúndas (Παναγιώτης Τούντας)

### Verschiedene
- Yórgos Bátis (Γιώργος Μπάτης)
- Loukas Daralas (Λουκάς Νταράλας)
- Michalis Jenitsaris (Μιχάλης Γενίτσαρης)
- Dimitris Gogos (Δημήτρης Γκόγκος (Μπαγιαντέρας))
- Apostolos Ηatzichristos (Απόστολος Χατζηχρήστος)
- Antonios Katinaris (Αντώνιος Κατινάρης)
- Vangelis Papazoglou (Βαγγέλης Παπάζογλου)
- Christos Syrpos (Χρήστος Σύρπος (Χρηστάκης))
- Giovan Tsaous (Γιοβάν Τσαούς)
- Prodromos Tsaousakis (Πρόδρομος Τσαουσάκης)
- Vassílis Tsitsánis (Βασίλης Τσιτσάνης)
- Markos Vamvakaris (Μάρκος Βαμβακάρης)

## Diskografie
- Fünf Griechen In Der Hölle - Rembetika-Lieder, 2 LP, Trikont - Unsere Stimme US-0071-72, München 1982
- Rembetika - Songs of the Greek Underground 1925–1947, 2 CD, Trikont Indigo Q293, 2001